# Milly Ludwig
Milly Ludwig (eigentlich Milena Ludwig, verheiratete Steinmetz; * 17. Februar 1927 in Dudelange; † 29. Juni 2011 in Esch-sur-Alzette) war eine luxemburgische Weitspringerin, Hochspringerin und Hürdenläuferin.
Bei den Leichtathletik-Europameisterschaften 1946 in Oslo wurde sie Achte im Hochsprung und Elfte im Weitsprung. Über 80 m Hürden schied sie im Vorlauf aus.
1948 scheiterte sie beim Weitsprung der Olympischen Spiele in London in der Qualifikation.
Ihre persönliche Bestleistung im Weitsprung von 5,17 m stellte sie am 15. August 1945 in Luxemburg auf.